# Parastenocaris longicaudis
Parastenocaris longicaudis is een eenoogkreeftjessoort uit de familie van de Parastenocarididae. De wetenschappelijke naam van de soort is voor het eerst geldig gepubliceerd in 1931 door Chappuis.